# Венесуэла на летних Олимпийских играх 2016
Венесуэла на летних Олимпийских играх 2016 года будет представлена как минимум в девятнадцати видах спорта. 26 мая 2016 года было объявлено, что знаменосцем Венесуэлы на церемонии открытия Игр станет фехтовальщик Рубен Лимардо, победивший по результатам национального голосования.

## Медали
| Серебро |                  |                                           |            |
| №       | Спортсмены       | Вид спорта (дисциплина)                   | Дата       |
| 1       | Юлимар Рохас     | Лёгкая атлетика (тройной прыжок, женщины) | 14 августа |
| Бронза  |                  |                                           |            |
| №       | Спортсмены       | Вид спорта (дисциплина)                   | Дата       |
| 1       | Йоэль Финоль     | Бокс (до 52 кг, мужчины)                  | 19 августа |
| 2       | Стефани Эрнандес | Велоспорт (BMX, женщины)                  | 19 августа |

## Состав сборной
Академическая гребля
1. Джексон Винсент

 Баскетбол
1. Грегори Варгас
2. Хосе Варгас
3. Эйсслер Гильент
4. Винди Гратероль
5. Джон Кокс
6. Нестор Кольменарес
7. Давид Кубильян
8. Дуайт Льюис
9. Мигель Марриага
10. Антони Перес
11. Мигель Руис
12. Грегори Эченике

 Бокс
1. Луис Аркон
2. Луис Мачадо
3. Габриэль Маэстре
4. Эдгар Муньос
5. Альберт Рамирес
6. Эндри Хосе Сааверда
7. Йоэль Финоль
8. Виктор Родригес

 Борьба
Вольная борьба
1. Хосе Даниэль Диас
2. Педро Себальос
3. Мария Акоста
4. Бетсабет Аргуэлло
5. Харамит Веффер

Греко-римская борьба
1. Эрвин Карабальо
2. Луилльис Перес
3. Вуйлейксис Ривас
4. Райбер Родригес

Велоспорт
 Шоссейный велоспорт
1. Джонатан Монсальве
2. Мигель Убето
3. Дженнифер Сесар

 Трековый велоспорт
1. Эрсони Канелон
2. Сесар Маркано
3. Анхель Пульхар
4. Энджи Гонсалес

 BMX
1. Хефферсон Милано
2. Стефани Эрнандес

 Гольф
1. Джонатан Вегас

 Дзюдо
1. Эльвисмар Родригес

 Конный спорт
1. Эммануэль Андраде
2. Пабло Барриос

 Лёгкая атлетика
1. Альберт Браво
2. Рихард Варгас
3. Омар Лонгарт
4. Фредди Месонес
5. Луис Орта
6. Хосе Пенья
7. Артуро Рамирес
8. Йеренман Саласар
9. Робейлис Пейнадо
10. Йолимар Пинеда
11. Роса Родригес
12. Юлимар Рохас
13. Нерсели Сото
14. Ахимара Эспиноса

 Настольный теннис
1. Гремлис Арвело

 Парусный спорт
1. Хосе Гутьеррес
2. Даниэль Флорес

 Плавание
1. Кристиан Кинтеро
2. Карлос Клаверье
3. Эрвин Мальдонадо
4. Альберт Субирац
5. Паола Перес
6. Андреина Пинто

 Пляжный волейбол
1. Норисбет Агудо
2. Олая Перес Пасо

 Прыжки в воду
1. Хесус Лирансо
2. Роберт Паэс

 Спортивная гимнастика
1. Джессика Лопес

 Стрельба
1. Хулио Иэмма

 Стрельба из лука
1. Элиас Малаве
2. Лейдис Брито

 Тхэквондо
1. Эдгар Контрерас

 Тяжёлая атлетика
1. Квота 1
2. Квота 2
3. Квота 3

 Фехтование
1. Антонио Леаль
2. Квота 1
3. Квота 2
4. Квота 3
5. Алехандра Бенитес
6. Исис Хименес

## Результаты соревнований

### Академическая гребля
В следующий раунд из каждого заезда проходят несколько лучших экипажей (в зависимости от дисциплины). В отборочный заезд попадают спортсмены, выбывшие в предварительном раунде. В финал A выходят 6 сильнейших экипажей, остальные разыгрывают места в утешительных финалах B-F.
Мужчины
| Соревнование | Спортсмены      | Предварительный заезд | Предварительный заезд | Предварительный заезд | Отборочный заезд | Отборочный заезд | Отборочный заезд | Четвертьфинал | Четвертьфинал | Четвертьфинал | Полуфинал     | Полуфинал     | Полуфинал     | Финал   | Финал   | Итоговое место |
| Соревнование | Спортсмены      | Заезд                 | Время                 | Место                 | Заезд            | Время            | Место            | Заезд         | Время         | Место         | Заезд         | Время         | Место         | Время   | Место   | Итоговое место |
| ------------ | --------------- | --------------------- | --------------------- | --------------------- | ---------------- | ---------------- | ---------------- | ------------- | ------------- | ------------- | ------------- | ------------- | ------------- | ------- | ------- | -------------- |
| одиночки     | Джексон Винсент | 2                     | 7:28,36               | 6                     | 3                | 7:28,67          | 5                | не участвовал | не участвовал | не участвовал | Полуфинал E/F | Полуфинал E/F | Полуфинал E/F | Финал E | Финал E | 29             |
| одиночки     | Джексон Винсент | 2                     | 7:28,36               | 6                     | 3                | 7:28,67          | 5                | не участвовал | не участвовал | не участвовал | 2             | 7:50,56       | 2             | 7:57,83 | 5       | 29             |

### Баскетбол

#### Мужчины
Мужская сборная Венесуэлы квалифицировалась на Игры, завоевав золотые медали на чемпионате Америки 2015 года.
Состав
| Номер     | Позиция   | Имя       | Дата рождения | Рост, см  | Клуб      | Игры      | Очки      | Подборы   | Передачи  |
| Защитники | Защитники | Защитники | Защитники     | Защитники | Защитники | Защитники | Защитники | Защитники | Защитники |
| --------- | --------- | --------- | ------------- | --------- | --------- | --------- | --------- | --------- | --------- |
|           |           |           |               |           |           |           |           |           |           |
| Форварды  |           |           |               |           |           |           |           |           |           |
|           |           |           |               |           |           |           |           |           |           |
| Центровые |           |           |               |           |           |           |           |           |           |
|           |           |           |               |           |           |           |           |           |           |

| Имя           | Гражданство | Дата рождения  |
| ------------- | ----------- | -------------- |
| Нестор Гарсия | Аргентина   | 11 января 1965 |

Результаты
Групповой этап (Группа A)
| Место | Команда   | И | В | П | ОЗ  | ОП  | +/-  | Очки |
| ----- | --------- | - | - | - | --- | --- | ---- | ---- |
| 1     | США       | 5 | 5 | 0 | 524 | 407 | +117 | 10   |
| 2     | Австралия | 5 | 4 | 1 | 444 | 368 | +76  | 9    |
| 3     | Франция   | 5 | 3 | 2 | 423 | 378 | +45  | 8    |
| 4     | Сербия    | 5 | 2 | 3 | 426 | 387 | +39  | 7    |
| 5     | Венесуэла | 5 | 1 | 4 | 315 | 444 | -129 | 6    |
| 6     | Китай     | 5 | 0 | 5 | 318 | 466 | -148 | 5    |

| 6 августа 2016 22:30 UTC−3 | Протокол | Венесуэла                 | 62:86    | Сербия        | Кариока Арена, Рио-де-Жанейро Зрителей: 5063 Судьи: Христос Христодулу Чжу Дуань Луис Роберто Васкес |
| 6 августа 2016 22:30 UTC−3 | Протокол | 14:18, 9:26, 18:24, 21:18 |          |               | Кариока Арена, Рио-де-Жанейро Зрителей: 5063 Судьи: Христос Христодулу Чжу Дуань Луис Роберто Васкес |
| 6 августа 2016 22:30 UTC−3 | Протокол | Эченике, Х. Варгас 12     | Очки     | Богданович 19 | Кариока Арена, Рио-де-Жанейро Зрителей: 5063 Судьи: Христос Христодулу Чжу Дуань Луис Роберто Васкес |
| 6 августа 2016 22:30 UTC−3 | Протокол | Кольменарес 6             | Подборы  | Штимац 9      | Кариока Арена, Рио-де-Жанейро Зрителей: 5063 Судьи: Христос Христодулу Чжу Дуань Луис Роберто Васкес |
| 6 августа 2016 22:30 UTC−3 | Протокол | Г. Варгас 5               | Передачи | Недович 4     | Кариока Арена, Рио-де-Жанейро Зрителей: 5063 Судьи: Христос Христодулу Чжу Дуань Луис Роберто Васкес |

| 8 августа 2016 19:00 UTC−3 | Протокол | США                       | 113:69   | Венесуэла | Кариока Арена, Рио-де-Жанейро Зрителей: 10572 Судьи: Эдди Вьятор Дамир Явор Скот Пол Бекер |
| 8 августа 2016 19:00 UTC−3 | Протокол | 18:18, 30:8, 27:25, 38:18 |          |           | Кариока Арена, Рио-де-Жанейро Зрителей: 10572 Судьи: Эдди Вьятор Дамир Явор Скот Пол Бекер |
| 8 августа 2016 19:00 UTC−3 | Протокол | Джордж 20                 | Очки     | Кокс 19   | Кариока Арена, Рио-де-Жанейро Зрителей: 10572 Судьи: Эдди Вьятор Дамир Явор Скот Пол Бекер |
| 8 августа 2016 19:00 UTC−3 | Протокол | Джордан 9                 | Подборы  | Эченике 7 | Кариока Арена, Рио-де-Жанейро Зрителей: 10572 Судьи: Эдди Вьятор Дамир Явор Скот Пол Бекер |
| 8 августа 2016 19:00 UTC−3 | Протокол | Лоури 9                   | Передачи | Варгас 5  | Кариока Арена, Рио-де-Жанейро Зрителей: 10572 Судьи: Эдди Вьятор Дамир Явор Скот Пол Бекер |

| 10 августа 2016 22:30 UTC−3 | Протокол | Венесуэла | ' | Китай | Кариока Арена, Рио-де-Жанейро |

| 12 августа 2016 22:30 UTC−3 | Протокол | Франция | ' | Венесуэла | Кариока Арена, Рио-де-Жанейро |

| 14 августа 2016 19:00 UTC−3 | Протокол | Австралия | ' | Венесуэла | Кариока Арена, Рио-де-Жанейро |

### Бокс
Квоты, завоёванные спортсменами являются именными. Если от одной страны путёвки на Игры завоюют два и более спортсмена, то право выбора боксёра предоставляется национальному Олимпийскому комитету. Соревнования по боксу проходят по системе плей-офф. Для победы в олимпийском турнире боксёру необходимо одержать либо четыре, либо пять побед в зависимости от жеребьёвки соревнований. Оба спортсмена, проигравшие в полуфинальных поединках, становятся обладателями бронзовых наград.
Мужчины
| Категория   | Спортсмены          | Первый раунд              | Второй раунд           | Четвертьфинал         | Полуфинал            | Финал                | Место                |
| Категория   | Спортсмены          | Соперник Результат        | Соперник Результат     | Соперник Результат    | Соперник Результат   | Соперник Результат   | Место                |
| ----------- | ------------------- | ------------------------- | ---------------------- | --------------------- | -------------------- | -------------------- | -------------------- |
| до 52 кг    | Йоэль Финоль        | DOMЛ. де лос Сантос В 3:0 | GBRМ. Али В 3:0        | ALGМ. Флисси В 3:0    | UZBШ. Зоиров П 0:3   | Завершил выступление | 3                    |
| до 56 кг    | Виктор Родригес     | KORХам Сан Мён П 1:2      | Завершил выступление   | Завершил выступление  | Завершил выступление | Завершил выступление | Завершил выступление |
| до 60 кг    | Луис Мачадо         | JPNД. Наримацу П 1:2      | Завершил выступление   | Завершил выступление  | Завершил выступление | Завершил выступление | Завершил выступление |
| до 64 кг    | Луис Аркон          | ARMО. Бачков П 1:2        | Завершил выступление   | Завершил выступление  | Завершил выступление | Завершил выступление | Завершил выступление |
| до 69 кг    | Габриэль Маэстре    | GERА. Марутян В 2:1       | ITAВ. Манджакапре В WO | KAZД. Елеусинов П 0:3 | Завершил выступление | Завершил выступление | Завершил выступление |
| до 75 кг    | Эндри Хосе Сааверда | ECUМ. Дельгадо П 0:3      | Завершил выступление   | Завершил выступление  | Завершил выступление | Завершил выступление | Завершил выступление |
| до 81 кг    | Альберт Рамирес     | RUSП. Хамуков В 2:1       | ALGА. Беншабла П 1:2   | Завершил выступление  | Завершил выступление | Завершил выступление | Завершил выступление |
| свыше 91 кг | Эдгар Муньос        | UZBБ. Джалолов П TKO      | Завершил выступление   | Завершил выступление  | Завершил выступление | Завершил выступление | Завершил выступление |

### Борьба
В соревнованиях по борьбе, как и на предыдущих трёх Играх, будет разыгрываться 18 комплектов наград. По 6 у мужчин в вольной и греко-римской борьбе и 6 у женщин в вольной борьбе. Турнир пройдёт по олимпийской системе с выбыванием. В утешительный раунд попадают участники, проигравшие в своих поединках будущим финалистам соревнований. Каждый поединок состоит из двух раундов по 3 минуты, победителем становится спортсмен, набравший большее количество технических очков. По окончании схватки, в зависимости от результатов спортсменам начисляются классификационные очки.
Мужчины
Вольная борьба
| Категория | Спортсмены        | Первый раунд       | 1/8 финала         | Четвертьфинал      | Полуфинал          | Финал              | Место |
| Категория | Спортсмены        | Соперник Результат | Соперник Результат | Соперник Результат | Соперник Результат | Соперник Результат | Место |
| --------- | ----------------- | ------------------ | ------------------ | ------------------ | ------------------ | ------------------ | ----- |
| до 86 кг  | Педро Себальос    |                    |                    |                    |                    |                    |       |
| до 97 кг  | Хосе Даниэль Диас |                    |                    |                    |                    |                    |       |

Греко-римская борьба
| Категория | Спортсмены       | Первый раунд       | 1/8 финала         | Четвертьфинал      | Полуфинал          | Финал              | Место |
| Категория | Спортсмены       | Соперник Результат | Соперник Результат | Соперник Результат | Соперник Результат | Соперник Результат | Место |
| --------- | ---------------- | ------------------ | ------------------ | ------------------ | ------------------ | ------------------ | ----- |
| до 59 кг  | Райбер Родригес  |                    |                    |                    |                    |                    |       |
| до 66 кг  | Вуйлейксис Ривас |                    |                    |                    |                    |                    |       |
| до 98 кг  | Луилльис Перес   |                    |                    |                    |                    |                    |       |
| до 130 кг | Эрвин Карабальо  |                    |                    |                    |                    |                    |       |

Женщины
Вольная борьба
| Соревнование | Спортсмены        | Первый раунд       | 1/8 финала         | Четвертьфинал      | Полуфинал          | Финал              | Место |
| Соревнование | Спортсмены        | Соперник Результат | Соперник Результат | Соперник Результат | Соперник Результат | Соперник Результат | Место |
| ------------ | ----------------- | ------------------ | ------------------ | ------------------ | ------------------ | ------------------ | ----- |
| до 53 кг     | Бетсабет Аргуэлло |                    |                    |                    |                    |                    |       |
| до 69 кг     | Мария Акоста      |                    |                    |                    |                    |                    |       |
| до 75 кг     | Харамит Веффер    |                    |                    |                    |                    |                    |       |

### Велоспорт

#### Шоссейный велоспорт
Мужчины
| Соревнование     | Спортсмены         | Время | Место | Отставание |
| ---------------- | ------------------ | ----- | ----- | ---------- |
| групповая гонка  | Мигель Убето       | DNF   | DNF   | DNF        |
| групповая гонка  | Джонатан Монсальве | DNF   | DNF   | DNF        |
| раздельная гонка | Джонатан Монсальве | DNS   | DNS   | DNS        |

Женщины
| Соревнование    | Спортсмены      | Время   | Место | Отставание |
| --------------- | --------------- | ------- | ----- | ---------- |
| групповая гонка | Дженнифер Сесар | 4:03:18 | 50    | +11:51     |

#### Трековый велоспорт
Спринт
| Соревнование | Спортсмены | Квалификация   | Квалификация | Раунд 1                 | Утешительный заезд       | Раунд 2                 | Утешительный заезд       | Четвертьфинал           | Полуфинал               | Финал                    | Место |
| Соревнование | Спортсмены | Время Скорость | Место        | Соперник Время Скорость | Соперники Время Скорость | Соперник Время Скорость | Соперники Время Скорость | Соперник Время Скорость | Соперник Время Скорость | Соперники Время Скорость | Место |
| ------------ | ---------- | -------------- | ------------ | ----------------------- | ------------------------ | ----------------------- | ------------------------ | ----------------------- | ----------------------- | ------------------------ | ----- |
| мужчины      |            |                |              |                         |                          |                         |                          |                         |                         |                          |       |
|              |            |                |              |                         |                          |                         |                          |                         |                         |                          |       |

Командный спринт
| Соревнование | Спортсмены | Квалификация   | Квалификация | Полуфинал               | Полуфинал | Финал                   | Место |
| Соревнование | Спортсмены | Время Скорость | Место        | Соперник Время Скорость | Место     | Соперник Время Скорость | Место |
| ------------ | ---------- | -------------- | ------------ | ----------------------- | --------- | ----------------------- | ----- |
| мужчины      |            |                |              |                         |           |                         |       |

Кейрин
| Соревнование | Спортсмены | Первый раунд | Первый раунд | Утешительный заезд | Утешительный заезд | Второй раунд | Второй раунд | Финал | Итоговое место |
| Соревнование | Спортсмены | Заезд        | Место        | Заезд              | Место              | Заезд        | Место        | Место | Итоговое место |
| ------------ | ---------- | ------------ | ------------ | ------------------ | ------------------ | ------------ | ------------ | ----- | -------------- |
| мужчины      |            |              |              |                    |                    |              |              |       |                |
|              |            |              |              |                    |                    |              |              |       |                |

Омниум
| Соревнование | Спортсмены | Круг с хода | Круг с хода | Гонка по очкам | Гонка по очкам | Гонка с выбыванием | Гонка преследования | Гонка преследования | Скретч | Гит с места | Гит с места | Сумма очков | Итоговое место |
| Соревнование | Спортсмены | Время       | Место       | Очки           | Место          | Место              | Время               | Место               | Место  | Время       | Место       | Сумма очков | Итоговое место |
| ------------ | ---------- | ----------- | ----------- | -------------- | -------------- | ------------------ | ------------------- | ------------------- | ------ | ----------- | ----------- | ----------- | -------------- |
| женщины      |            |             |             |                |                |                    |                     |                     |        |             |             |             |                |

#### BMX
Мужчины
| Соревнование | Спортсмены | Квалификация | Квалификация | 1\4 финала | 1\4 финала  | 1\4 финала  | 1\4 финала  | 1\4 финала  | 1\4 финала  | 1\4 финала | 1\4 финала | 1\2 финала | 1\2 финала  | 1\2 финала  | 1\2 финала  | 1\2 финала | 1\2 финала | Финал | Финал | Место |
| Соревнование | Спортсмены | Время        | Место        | Заезд      | 1 гонка     | 2 гонка     | 3 гонка     | 4 гонка     | 5 гонка     | Всего      | Место      | Заезд      | 1 гонка     | 2 гонка     | 3 гонка     | Всего      | Место      | Финал | Финал | Место |
| Соревнование | Спортсмены | Время        | Место        | Заезд      | Время Место | Время Место | Время Место | Время Место | Время Место | Всего      | Место      | Заезд      | Время Место | Время Место | Время Место | Всего      | Место      | Время | Место | Место |
| ------------ | ---------- | ------------ | ------------ | ---------- | ----------- | ----------- | ----------- | ----------- | ----------- | ---------- | ---------- | ---------- | ----------- | ----------- | ----------- | ---------- | ---------- | ----- | ----- | ----- |
| BMX          |            |              |              |            |             |             |             |             |             |            |            |            |             |             |             |            |            |       |       |       |

Женщины
| Соревнование | Спортсмены | Квалификация | Квалификация | 1\2 финала | 1\2 финала  | 1\2 финала  | 1\2 финала  | 1\2 финала | 1\2 финала | Финал | Финал | Место |
| Соревнование | Спортсмены | Время        | Место        | Заезд      | 1 гонка     | 2 гонка     | 3 гонка     | Всего      | Место      | Финал | Финал | Место |
| Соревнование | Спортсмены | Время        | Место        | Заезд      | Время Место | Время Место | Время Место | Всего      | Место      | Время | Место | Место |
| ------------ | ---------- | ------------ | ------------ | ---------- | ----------- | ----------- | ----------- | ---------- | ---------- | ----- | ----- | ----- |
| BMX          |            |              |              |            |             |             |             |            |            |       |       |       |

### Водные виды спорта

#### Плавание
В следующий раунд на каждой дистанции проходят спортсмены, показавшие лучший результат, независимо от места, занятого в своём заплыве.
Мужчины
| Дистанция                 | Спортсмены       | Предварительный раунд | Предварительный раунд | Предварительный раунд | Полуфинал            | Полуфинал            | Полуфинал            | Финал                | Финал                |
| Дистанция                 | Спортсмены       | Заплыв                | Результат             | Место                 | Заплыв               | Результат            | Место                | Результат            | Место                |
| ------------------------- | ---------------- | --------------------- | --------------------- | --------------------- | -------------------- | -------------------- | -------------------- | -------------------- | -------------------- |
| 50 метров вольным стилем  | Кристиан Кинтеро |                       |                       |                       |                      |                      |                      |                      |                      |
| 100 метров вольным стилем | Кристиан Кинтеро | 4                     | 49,25                 | 34                    | завершил выступление | завершил выступление | завершил выступление | завершил выступление | завершил выступление |
| 200 метров вольным стилем | Кристиан Кинтеро | 2                     | 1:47,02               | 14 Q                  | 2                    | 1:48,00              | 16                   | завершил выступление | завершил выступление |
| 400 метров вольным стилем | Кристиан Кинтеро | 2                     | 3:50,84               | 33                    | не проводится        | не проводится        | не проводится        | завершил выступление | завершил выступление |
| 100 метров баттерфляем    | Альберт Субирац  |                       |                       |                       |                      |                      |                      |                      |                      |
| 100 метров на спине       | Альберт Субирац  | 2                     | 55,44                 | 31                    | завершил выступление | завершил выступление | завершил выступление | завершил выступление | завершил выступление |
| 100 метров брассом        | Карлос Клаверье  | 2                     | 1:01,13               | 30                    | завершил выступление | завершил выступление | завершил выступление | завершил выступление | завершил выступление |
| 200 метров брассом        | Карлос Клаверье  | 4                     | 2:10,35               | 14 Q                  | 1                    | 2:11,56              | 15                   | завершил выступление | завершил выступление |

Открытая вода
| Дистанция     | Спортсмены       | Результат | Место | Отставание |
| ------------- | ---------------- | --------- | ----- | ---------- |
| 10 километров | Эрвин Мальдонадо | 1:54:33,6 | 22    |            |

Женщины
| Дистанция                 | Спортсмены     | Предварительный раунд | Предварительный раунд | Предварительный раунд | Полуфинал             | Полуфинал             | Полуфинал             | Финал                 | Финал                 |
| Дистанция                 | Спортсмены     | Заплыв                | Результат             | Место                 | Заплыв                | Результат             | Место                 | Результат             | Место                 |
| ------------------------- | -------------- | --------------------- | --------------------- | --------------------- | --------------------- | --------------------- | --------------------- | --------------------- | --------------------- |
| 400 метров вольным стилем | Андреина Пинто | 2                     | 4:08,34               | 16                    | не проводится         | не проводится         | не проводится         | завершила выступление | завершила выступление |
| 800 метров вольным стилем | Андреина Пинто |                       |                       |                       | не проводится         | не проводится         | не проводится         |                       |                       |
| 200 метров баттерфляем    | Андреина Пинто | 2                     | 2:10,60               | 23                    | завершила выступление | завершила выступление | завершила выступление | завершила выступление | завершила выступление |

Открытая вода
| Дистанция     | Спортсмены  | Результат | Место | Отставание |
| ------------- | ----------- | --------- | ----- | ---------- |
| 10 километров | Паола Перес |           |       |            |

#### Прыжки в воду
Мужчины
| Соревнование     | Спортсмены    | Предварительный раунд | Предварительный раунд | Полуфинал | Полуфинал | Финал     | Финал |
| Соревнование     | Спортсмены    | Результат             | Место                 | Результат | Место     | Результат | Место |
| ---------------- | ------------- | --------------------- | --------------------- | --------- | --------- | --------- | ----- |
| вышка, 10 метров | Хесус Лирансо |                       |                       |           |           |           |       |
| вышка, 10 метров | Роберт Паэс   |                       |                       |           |           |           |       |

### Волейбол

#### Пляжный волейбол
Женщины
| Соревнование | Спортсмены                     | Групповой этап                                | Групповой этап                         | Групповой этап              | Групповой этап | 1/8 финала     | Четвертьфинал  | Полуфинал      | Финал          | Место |
| Соревнование | Спортсмены                     | Соперники Счёт                                | Соперники Счёт                         | Соперники Счёт              | Место          | Соперники Счёт | Соперники Счёт | Соперники Счёт | Соперники Счёт | Место |
| ------------ | ------------------------------ | --------------------------------------------- | -------------------------------------- | --------------------------- | -------------- | -------------- | -------------- | -------------- | -------------- | ----- |
| женщины      | Норисбет Агудо Олая Перес Пасо | Группа F                                      | Группа F                               | Группа F                    | Группа F       |                |                |                |                |       |
| женщины      | Норисбет Агудо Олая Перес Пасо | NEDМ. Меппелинк / М. ван Ирсел П 17:21, 11:21 | AUSЛ. Боуден / Т. Клэнси П 9:21, 14:21 | CRCН. Альфаро / К. Шарлес : |                |                |                |                |                |       |

### Гимнастика

#### Спортивная гимнастика
В квалификационном раунде проходил отбор, как в финал командного многоборья, так и в финалы личных дисциплин. В финал индивидуального многоборья отбиралось 24 спортсмена с наивысшими результатами, а в финалы отдельных упражнений по 8 спортсменов, причём в финале личных дисциплин страна не могла быть представлена более, чем 2 спортсменами. В командном многоборье в квалификации на каждом снаряде выступали по 4 спортсмена, а в зачёт шли три лучших результата. В финале командных соревнований на каждом снаряде выступало по три спортсмена и все три результата шли в зачёт.
Женщины
Многоборья
| Соревнование      | Спортсмены     | Квалификация   | Квалификация        | Квалификация | Квалификация       | Квалификация | Квалификация | Финал          | Финал               | Финал  | Финал              | Финал | Финал |
| Соревнование      | Спортсмены     | Опорный прыжок | Разновысокие брусья | Бревно       | Вольные упражнения | Всего        | Место        | Опорный прыжок | Разновысокие брусья | Бревно | Вольные упражнения | Всего | Место |
| ----------------- | -------------- | -------------- | ------------------- | ------------ | ------------------ | ------------ | ------------ | -------------- | ------------------- | ------ | ------------------ | ----- | ----- |
| личное многоборье | Джессика Лопес | 14,933         | 15,333              | 13,933       | 12,733             | 56,932       | 14 Q         |                |                     |        |                    |       |       |

Индивидуальные упражнения
| Соревнование        | Спортсмены     | Квалификация | Квалификация | Финал                 | Финал                 |
| Соревнование        | Спортсмены     | Очки         | Место        | Очки                  | Место                 |
| ------------------- | -------------- | ------------ | ------------ | --------------------- | --------------------- |
| разновысокие брусья | Джессика Лопес | 15,333       | 7 Q          |                       |                       |
| бревно              | Джессика Лопес | 13,933       | 30           | завершила выступление | завершила выступление |
| вольные упражнения  | Джессика Лопес | 12,733       | 65           | завершила выступление | завершила выступление |

### Гольф
Последний раз соревнования по гольфу в рамках Олимпийских игр проходили в 1904 году. Соревнования гольфистов пройдут на 18-луночном поле, со счётом 72 пар. Каждый участник пройдёт все 18 лунок по 4 раза.
Мужчины
| Соревнование | Спортсмены     | Первый раунд | Первый раунд | Второй раунд | Второй раунд | Третий раунд | Третий раунд | Четвёртый раунд | Четвёртый раунд | Итоговый результат | Итоговое место |
| Соревнование | Спортсмены     | Очки         | Место        | Очки         | Место        | Очки         | Место        | Очки            | Место           | Итоговый результат | Итоговое место |
| ------------ | -------------- | ------------ | ------------ | ------------ | ------------ | ------------ | ------------ | --------------- | --------------- | ------------------ | -------------- |
| мужчины      | Джонатан Вегас |              |              |              |              |              |              |                 |                 |                    |                |

### Дзюдо
Соревнования по дзюдо проводились по системе с выбыванием. В утешительные раунды попадали спортсмены, проигравшие полуфиналистам турнира. Два спортсмена, одержавших победу в утешительном раунде, в поединке за бронзу сражались с дзюдоистами, проигравшими в полуфинале.
Женщины
| Категория | Спортсмены         | 1/16 финала             | 1/8 финала            | Четвертьфинал         | Полуфинал             | Финал                 | Место |
| Категория | Спортсмены         | Соперник Результат      | Соперник Результат    | Соперник Результат    | Соперник Результат    | Соперник Результат    | Место |
| --------- | ------------------ | ----------------------- | --------------------- | --------------------- | --------------------- | --------------------- | ----- |
| до 70 кг  | Эльвисмар Родригес | ANGА. Морейра П 000:100 | завершила выступление | завершила выступление | завершила выступление | завершила выступление | 17    |

### Конный спорт
Конкур
В каждом из раундов спортсменам необходимо было пройти дистанцию с разным количеством препятствий и разным лимитом времени. За каждое сбитое препятствие спортсмену начислялось 4 штрафных балла, за превышение лимита времени 1 штрафное очко (за каждые 5 секунд). В финал личного первенства могло пройти только три спортсмена от одной страны. Командный конкур проводился в рамках второго и третьего раунда индивидуальной квалификации. В зачёт командных соревнований шли три лучших результата, показанные спортсменами во время личного первенства. Если спортсмен выбывал из индивидуальных соревнований после первого или второго раундов, то он всё равно продолжал свои выступления, но результаты при этом шли только в командный зачёт.
| Соревнование  | Спортсмены                          | Квалификация | Квалификация | Квалификация | Квалификация | Квалификация | Квалификация | Квалификация | Квалификация | Финал   | Финал   | Финал   | Финал | Финал | Итоговое место |
| Соревнование  | Спортсмены                          | 1 раунд      | 1 раунд      | 2 раунд      | Всего        | Всего        | 3 раунд      | Всего        | Всего        | Финал A | Финал A | Финал B | Всего | Всего | Итоговое место |
| Соревнование  | Спортсмены                          | Штраф        | Место        | Штраф        | Штраф        | Место        | Штраф        | Штраф        | Место        | Штраф   | Место   | Штраф   | Штраф | Место | Итоговое место |
| ------------- | ----------------------------------- | ------------ | ------------ | ------------ | ------------ | ------------ | ------------ | ------------ | ------------ | ------- | ------- | ------- | ----- | ----- | -------------- |
| личный конкур | Эммануэль Андраде лошадь — Hardrock |              |              |              |              |              |              |              |              |         |         |         |       |       |                |
| личный конкур | Пабло Барриос лошадь — Antares      |              |              |              |              |              |              |              |              |         |         |         |       |       |                |

### Лёгкая атлетика
Мужчины
Беговые дисциплины
| Дисциплина                         | Спортсмен                                                | Предварительный раунд | Предварительный раунд | Предварительный раунд | Четвертьфиналы | Четвертьфиналы | Четвертьфиналы | Полуфиналы    | Полуфиналы    | Полуфиналы    | Финал | Финал |
| Дисциплина                         | Спортсмен                                                | Забег                 | Время                 | Место                 | Забег          | Время          | Место          | Забег         | Время         | Место         | Время | Место |
| ---------------------------------- | -------------------------------------------------------- | --------------------- | --------------------- | --------------------- | -------------- | -------------- | -------------- | ------------- | ------------- | ------------- | ----- | ----- |
| бег на 400 метров                  | Альберт Браво                                            |                       |                       |                       | не проводится  | не проводится  | не проводится  |               |               |               |       |       |
| бег на 3000 метров с препятствиями | Хосе Пенья                                               |                       |                       |                       | не проводится  | не проводится  | не проводится  | не проводится | не проводится | не проводится |       |       |
| Эстафета                           | Предварительный раунд                                    | Предварительный раунд | Предварительный раунд | Предварительный раунд | Полуфинал      | Полуфинал      | Полуфинал      | Финал         | Финал         | Финал         | Финал | Финал |
| Эстафета                           | Состав                                                   | Забег                 | Время                 | Место                 | Забег          | Время          | Место          | Состав        | Состав        | Состав        | Время | Место |
| эстафета 4×400 метров              | Артуро Рамирес Омар Лонгарт Альберт Браво Фредди Месонес |                       |                       |                       | не проводится  | не проводится  | не проводится  |               |               |               |       |       |

Шоссейные дисциплины
| Дисциплина              | Спортсмен        | Время | Место | Отставание |
| ----------------------- | ---------------- | ----- | ----- | ---------- |
| марафон                 | Луис Орта        |       |       |            |
| ходьба на 20 километров | Рихард Варгас    |       |       |            |
| ходьба на 50 километров | Йеренман Саласар |       |       |            |

Женщины
Беговые дисциплины
| Дисциплина        | Спортсмен    | Предварительный раунд | Предварительный раунд | Предварительный раунд | Четвертьфиналы | Четвертьфиналы | Четвертьфиналы | Полуфиналы | Полуфиналы | Полуфиналы | Финал | Финал |
| Дисциплина        | Спортсмен    | Забег                 | Время                 | Место                 | Забег          | Время          | Место          | Забег      | Время      | Место      | Время | Место |
| ----------------- | ------------ | --------------------- | --------------------- | --------------------- | -------------- | -------------- | -------------- | ---------- | ---------- | ---------- | ----- | ----- |
| бег на 200 метров | Нерсели Сото |                       |                       |                       | не проводится  | не проводится  | не проводится  |            |            |            |       |       |

Шоссейные дисциплины
| Дисциплина | Спортсмен      | Время | Место | Отставание |
| ---------- | -------------- | ----- | ----- | ---------- |
| марафон    | Йолимар Пинеда |       |       |            |

Технические дисциплины
| Дисциплина      | Спортсмен        | Квалификация | Квалификация | Финал     | Финал |
| Дисциплина      | Спортсмен        | Результат    | Место        | Результат | Место |
| --------------- | ---------------- | ------------ | ------------ | --------- | ----- |
| тройной прыжок  | Юлимар Рохас     |              |              |           |       |
| прыжок с шестом | Робейлис Пейнадо |              |              |           |       |
| толкание ядра   | Ахимара Эспиноса |              |              |           |       |
| метание молота  | Роса Родригес    |              |              |           |       |

### Настольный теннис
Соревнования по настольному теннису проходили по системе плей-офф. Каждый матч продолжался до тех пор, пока один из теннисистов не выигрывал 4 партии. Сильнейшие 16 спортсменов начинали соревнования с третьего раунда, следующие 16 по рейтингу стартовали со второго раунда.
Женщины
| Соревнование     | Спортсмены     | Квалификация       | Первый раунд       | Второй раунд          | Третий раунд          | 1/8 финала            | 1/4 финала            | Полуфинал             | Финал                 |
| Соревнование     | Спортсмены     | Соперник Результат | Соперник Результат | Соперник Результат    | Соперник Результат    | Соперник Результат    | Соперник Результат    | Соперник Результат    | Соперник Результат    |
| ---------------- | -------------- | ------------------ | ------------------ | --------------------- | --------------------- | --------------------- | --------------------- | --------------------- | --------------------- |
| одиночный разряд | Гремлис Арвело | не участвовала     | USAЛ. Чжан П 0:4   | завершила выступление | завершила выступление | завершила выступление | завершила выступление | завершила выступление | завершила выступление |

### Парусный спорт
Соревнования по парусному спорту в каждом из классов состояли из 10 или 12 гонок. Каждую гонку спортсмены начинали с общего старта. Победителем становился экипаж, первым пересекший финишную черту. Количество очков, идущих в общий зачёт, соответствовало занятому командой месту. 10 лучших экипажей по результатам 10 заплывов попадали в медальную гонку, результаты которой также шли в общий зачёт. В медальной гонке, очки, полученные экипажем удваивались. В случае если участник соревнований не смог завершить гонку ему начислялось количество очков, равное количеству участников плюс один. При итоговом подсчёте очков не учитывался худший результат, показанный экипажем в одной из гонок. Сборная, набравшая наименьшее количество очков, становится олимпийским чемпионом.
Мужчины
| Класс | Спортсмены     | Гонка | Гонка | Гонка | Гонка | Гонка | Гонка | Гонка | Гонка  | Гонка | Гонка  | Гонка         | Гонка         | Гонка         | Очки | Место |
| Класс | Спортсмены     | 1     | 2     | 3     | 4     | 5     | 6     | 7     | 8      | 9     | 10     | 11            | 12            | M             | Очки | Место |
| ----- | -------------- | ----- | ----- | ----- | ----- | ----- | ----- | ----- | ------ | ----- | ------ | ------------- | ------------- | ------------- | ---- | ----- |
| RS:X  | Даниэль Флорес | 18    | 22    | 26    | 20    | 11    | 33    | 34    | 37 DNF | 32    | 37 UFD | 23            | 25            | не участвовал | 281  | 27    |
| Лазер | Хосе Гутьеррес | 35    | 36    | 36    | 42    | 39    | 35    | 40    | 19     | 37    | 37     | не проводится | не проводится | не участвовал | 314  | 38    |

### Стрельба
В январе 2013 года Международная федерация спортивной стрельбы приняла новые правила проведения соревнований на 2013—2016 года, которые, в частности, изменили порядок проведения финалов. Во многих дисциплинах спортсмены, прошедшие в финал, теперь начинают решающий раунд без очков, набранных в квалификации, а финал проходит по системе с выбыванием. Также в финалах после каждого раунда стрельбы из дальнейшей борьбы выбывает спортсмен с наименьшим количеством баллов. В скоростном пистолете решающие поединки проходят по системе попал-промах. В стендовой стрельбе добавился полуфинальный раунд, где определяются по два участника финального матча и поединка за третье место.
Мужчины
| Соревнование                          | Спортсмены  | Квалификация | Квалификация | Полуфинал     | Полуфинал     | Финал                | Финал                |
| Соревнование                          | Спортсмены  | Результат    | Место        | Результат     | Место         | Соперник/ Результат  | Место                |
| ------------------------------------- | ----------- | ------------ | ------------ | ------------- | ------------- | -------------------- | -------------------- |
| пневматическая винтовка, 10 метров    | Хулио Иэмма | 612,7        | 45           | не проводится | не проводится | завершил выступление | завершил выступление |
| винтовка лёжа, 50 метров              | Хулио Иэмма |              |              | не проводится | не проводится |                      |                      |
| винтовка из трёх положений, 50 метров | Хулио Иэмма |              |              | не проводится | не проводится |                      |                      |

### Стрельба из лука
В квалификации соревнований лучники выполняют 12 серий выстрелов по 6 стрел с расстояния 70-ти метров. По итогам предварительного раунда составляется сетка плей-офф, где в 1/32 финала 1-й номер посева встречается с 64-м, 2-й с 63-м и.т.д. В поединках на выбывание спортсмены выполняют по три выстрела. Участник, набравший за эту серию больше очков получает 2 очка. Если же оба лучника набрали одинаковое количество баллов, то они получают по одному очку. Победителем пары становится лучник, первым набравший 6 очков.
Мужчины
| Соревнование              | Спортсмены   | Квалификация | Квалификация | 1/32 финала             | 1/16 финала           | 1/8 финала           | Четвертьфинал        | Полуфинал            | Финал                | Место |
| Соревнование              | Спортсмены   | Результат    | Место        | Соперник Результат      | Соперник Результат    | Соперник Результат   | Соперник Результат   | Соперник Результат   | Соперник Результат   | Место |
| ------------------------- | ------------ | ------------ | ------------ | ----------------------- | --------------------- | -------------------- | -------------------- | -------------------- | -------------------- | ----- |
| индивидуальное первенство | Элиас Малаве | 651          | 46           | CHNВан Дапэн (19) В 6:2 | AUSТ. Уорт (14) П 4:6 | завершил выступление | завершил выступление | завершил выступление | завершил выступление | 17    |

Женщины
| Соревнование              | Спортсмены   | Квалификация | Квалификация | 1/32 финала            | 1/16 финала           | 1/8 финала            | Четвертьфинал         | Полуфинал             | Финал                 | Место |
| Соревнование              | Спортсмены   | Результат    | Место        | Соперник Результат     | Соперник Результат    | Соперник Результат    | Соперник Результат    | Соперник Результат    | Соперник Результат    | Место |
| ------------------------- | ------------ | ------------ | ------------ | ---------------------- | --------------------- | --------------------- | --------------------- | --------------------- | --------------------- | ----- |
| индивидуальное первенство | Лейдис Брито | 614          | 44           | GERЛ. Унрух (21) П 4:6 | завершила выступление | завершила выступление | завершила выступление | завершила выступление | завершила выступление | 33    |

### Тхэквондо
Соревнования по тхэквондо проходили по системе с выбыванием. Для победы в турнире спортсмену необходимо было одержать 4 победы. Тхэквондисты, проигравшие по ходу соревнований будущим финалистам, принимали участие в утешительном турнире за две бронзовые медали.
Единственным представителем Венесуэлы в тхэквондо стал Эдгар Контрерас, выступавший в весовой категории до 68 кг. Олимпийскую лицензию Контрерас завоевал, одержав победу на Панамериканском олимпийском квалификационном турнире.
Перед началом Олимпийских игр венесуэльский тхэквондист, согласно своему положению в мировом рейтинге, получил 13-й номер посева. В первом раунде соревнований Контрерас разгромно уступил бронзовому призёру Игр 2012 года в категории до 58 кг россиянину Алексей Денисенко. Благодаря тому, что Денисенко пробился в финал, Контрерас получил шанс побороться за бронзовую медаль. В первом раунде утешительного турнира молодой венесуэлец смог совершить сенсацию, одержав победу над чемпионом мира и Олимпийских игр турком Серветом Тазегюлем. В поединке за третье место соперником Контрераса стал ещё один олимпийский чемпион испанец Хоэль Гонсалес. Оба соперника избрали защитный стиль ведения боя, и в итоге победу со счётом 4:3 одержал Гонслаес, а Контрерас занял итоговое 5-е место.
Мужчины
| Категория | Спортсмены      | Первый раунд           | Четвертьфинал        | Полуфинал            | Финал                | Место |
| Категория | Спортсмены      | Соперник Результат     | Соперник Результат   | Соперник Результат   | Соперник Результат   | Место |
| --------- | --------------- | ---------------------- | -------------------- | -------------------- | -------------------- | ----- |
| до 68 кг  | Эдгар Контрерас | RUSА. Денисенко П 2:12 | Завершил выступление | Утешительный турнир  | Утешительный турнир  | 5     |
| до 68 кг  | Эдгар Контрерас | RUSА. Денисенко П 2:12 | Завершил выступление | TURС. Тазегюль В 5:4 | ESPХ. Гонсалес П 3:4 | 5     |

### Тяжёлая атлетика
Каждый НОК самостоятельно выбирает категорию в которой выступит её тяжелоатлет. В рамках соревнований проводятся два упражнения — рывок и толчок. В каждом из упражнений спортсмену даётся 3 попытки. Победитель определяется по сумме двух упражнений. При равенстве результатов победа присуждается спортсмену, с меньшим собственным весом.
Мужчины
| Категория | Спортсмены          | Вес   | Рывок | Рывок | Рывок | Толчок | Толчок | Толчок | Всего | Место |
| Категория | Спортсмены          | Вес   | 1     | 2     | 3     | 1      | 2      | 3      | Всего | Место |
| --------- | ------------------- | ----- | ----- | ----- | ----- | ------ | ------ | ------ | ----- | ----- |
| до 62 кг  | Хесус Антонио Лопес | 61,90 | 125   | 125   | 129   | 151    | —      | —      | DNF   | —     |

Женщины
| Категория | Спортсмены      | Вес   | Рывок | Рывок | Рывок | Толчок | Толчок | Толчок | Всего | Место |
| Категория | Спортсмены      | Вес   | 1     | 2     | 3     | 1      | 2      | 3      | Всего | Место |
| --------- | --------------- | ----- | ----- | ----- | ----- | ------ | ------ | ------ | ----- | ----- |
| до 58 кг  | Юслейди Фигероа | 57,71 | 85    | 89    | 89    | 110    | 116    | —      | 201   | 9     |
|           |                 |       |       |       |       |        |        |        |       |       |
|           |                 |       |       |       |       |        |        |        |       |       |

### Фехтование
В индивидуальных соревнованиях спортсмены сражаются три раунда по три минуты, либо до того момента, как один из спортсменов нанесёт 15 уколов. В командных соревнованиях поединок идёт 9 раундов по 3 минуты каждый, либо до 45 уколов. Если по окончании времени в поединке зафиксирован ничейный результат, то назначается дополнительная минута до «золотого» укола.
Мужчины
| Соревнование          | Спортсмены             | 1/32 финала                  | 1/16 финала             | 1/8 финала                   | Четвертьфинал        | Полуфинал            | Финал                | Место |
| Соревнование          | Спортсмены             | Соперник Результат           | Соперник Результат      | Соперник Результат           | Соперник Результат   | Соперник Результат   | Соперник Результат   | Место |
| --------------------- | ---------------------- | ---------------------------- | ----------------------- | ---------------------------- | -------------------- | -------------------- | -------------------- | ----- |
| индивидуальная шпага  | Франсиско Лимардо (28) | BRAН. Феррейра (37) В 15:9   | FRAД. Жеран (5) В 15:14 | ESTН. Новосёлов (21) П 12:15 | завершил выступление | завершил выступление | завершил выступление | 16    |
| индивидуальная шпага  | Рубен Лимардо (17)     | не участвовал                | EGYА. Файез (16) П 5:15 | завершил выступление         | завершил выступление | завершил выступление | завершил выступление | 21    |
| индивидуальная шпага  | Сильвио Фернандес (34) | KORЧон Джин Сон (31) П 8:15  | завершил выступление    | завершил выступление         | завершил выступление | завершил выступление | завершил выступление | 34    |
| командная шпага       |                        | не проводится                | не проводится           |                              |                      |                      |                      |       |
| индивидуальная рапира | Антонио Леаль (35)     | CANМ. ван Хастер (30) П 7:15 | завершил выступление    | завершил выступление         | завершил выступление | завершил выступление | завершил выступление | 35    |

Женщины
| Соревнование          | Спортсмены             | 1/32 финала              | 1/16 финала               | 1/8 финала            | Четвертьфинал         | Полуфинал             | Финал                 | Место |
| Соревнование          | Спортсмены             | Соперник Результат       | Соперник Результат        | Соперник Результат    | Соперник Результат    | Соперник Результат    | Соперник Результат    | Место |
| --------------------- | ---------------------- | ------------------------ | ------------------------- | --------------------- | --------------------- | --------------------- | --------------------- | ----- |
| индивидуальная рапира | Исис Хименес (19)      | не участвовала           | KORЧон Хи Сук (14) П 8:10 | завершила выступление | завершила выступление | завершила выступление | завершила выступление | 22    |
| индивидуальная сабля  | Алехандра Бенитес (29) | EGYН. Хафез (36) В 15:11 | HUNА. Мартон (4) П 14:15  | завершила выступление | завершила выступление | завершила выступление | завершила выступление | 29    |